# Egon Bretscher
Egon Bretscher (23 mai 1901 – 16 avril 1973) est un chimiste et physicien nucléaire britannique d'origine suisse et chef de la division de physique nucléaire de 1948 à 1966 à l'établissement de recherche sur l'énergie atomique, également connu sous le nom de Harwell Laboratory, à Harwell, Royaume-Uni. Il est l’un des pionniers de la recherche sur la fission nucléaire et l’un des premiers à prévoir que le plutonium pourrait être utilisé comme source d’énergie. Ses travaux sur la physique nucléaire l'amènent à participer au projet britannique de recherche sur la bombe atomique Tube Alloys et à son adhésion à la mission britannique du projet Manhattan à Los Alamos, où il travaille dans la division de développement avancé d'Enrico Fermi au F. -3 Groupe Super Expérimentation. Ses contributions jusqu'en 1945 sont discutées par Margaret Gowing dans son ouvrage « Britain and Atomic Energy, 1935-1945 ».

## Jeunesse
Né à Zurich, en Suisse et formé à l'Eidgenössische Technische Hochschule (ETH), Bretscher obtient un doctorat en chimie organique à Édimbourg en 1926. Il retourne à Zurich en tant que professeur privé de Peter Debye, puis déménage en 1936 pour travailler dans le laboratoire de Rutherford au Cavendish de Cambridge en tant que boursier Rockefeller. Ici, il s'oriente vers la recherche en physique nucléaire, proposant (avec Norman Feather) en 1940 que l'isotope 239 de l'élément 94 pourrait être produit à partir de l'isotope commun de l'uranium 238 par capture de neutrons et que, comme l'U-235, cela devrait pouvoir pour entretenir une réaction nucléaire en chaîne. Une conclusion similaire est tirée indépendamment par Edwin McMillan et Philip Abelson du Berkeley Radiation Laboratory. De plus, il conçoit des procédures chimiques théoriques pour purifier cet élément inconnu de l'uranium parent ; cet élément est nommé plutonium par Nicholas Kemmer.
Bretscher plaisante en disant que sa principale contribution à la physique s'est produite à l'été 1930, alors qu'il grimpait dans la région de Bergel, près de l'Engadine avec un autre étudiant, Félix Bloch, dans les Alpes suisses. Bloch glisse sur une bordure glacée mais est sauvé, par la corde qui le reliait à Bretscher. L'action rapide de ce dernier en enfonçant son piolet dans la glace a empêché leur disparition combinée. Après avoir donné l'alarme, Bretscher revient avec un guide et passe la nuit avec Bloch à discuter de physique. Il faut encore trois jours aux guides pour récupérer Bloch. Il remporte ensuite le prix Nobel de physique pour sa découverte de la résonance magnétique nucléaire.

## Projet Manhattan
En 1944, il rejoint la mission britannique du projet Manhattan à Los Alamos, au Nouveau-Mexique, dirigée par James Chadwick, où il effectue les premières mesures de l'énergie libérée lors des processus de fusion. Durant son séjour à Los Alamos, il prend de nombreuses diapositives Kodachrome qui semblent constituer un enregistrement coloré unique de ce site de recherche. Ses photos, qui sont maintenant conservées au Churchill Archives Center, comprennent des photographies d'Enrico Fermi, d'Edward Teller et du site de Trinity au Nouveau-Mexique après l'explosion de la première bombe atomique, montrant la surface du sable brun clair transformée en verre vert-bleu.

## Laboratoire Harwell
En 1947, il est invité par John Cockcroft à diriger la division de chimie du nouvel établissement de recherche sur l'énergie atomique à Harwell, dans l'Oxfordshire, en Angleterre et en 1948, il succède à Otto Frisch à la tête de la division de physique nucléaire. Il est un collègue de Bruno Pontecorvo de la Division de physique nucléaire et Klaus Fuchs, chef de la Division de physique théorique. Il est nommé Commandeur de l'Ordre de l'empire britannique (CBE) à sa retraite de Harwell.
Bretscher est décédé le 16 avril 1973 à Zurich, en Suisse,. Parmi ses deux filles et trois fils, Scilla Senior est programmeur informatique, Mark Bretscher et Anthony Bretscher sont biologistes cellulaires, tandis que Peter Bretscher est immunologiste.